# نفوپام
نفوپام (انگلیسی: Nefopam) یک داروی مسکن با اثر مرکزی و غیرافیونی است که عمدتاً برای درمان دردهای متوسط تا شدید استفاده می‌شود.
نفوپام در مغز و نخاع برای تسکین درد از طریق مکانیسم‌های جدید عمل می‌کند: اثرات ضد درد ناشی از مهار سه‌گانه بازجذب مونوآمین، و فعالیت ضد پردردی از طریق تعدیل انتقال گلوتاماترژیک.

## کاربرد پزشکی
نفوپام برای پیشگیری از لرز در حین جراحی یا نقاهت پس از جراحی موثر است. نفوپام همچنین برای درمان سکسکه شدید استفاده می‌شود.

## عوارض جانبی
عوارض جانبی رایج آن عبارتند از حالت تهوع، عصبی بودن، خشکی دهان، سبکی سر و احتباس ادرار.  عوارض جانبی کمتر شایع عبارتند از استفراغ، تاری دید، خواب آلودگی، تعریق، بی خوابی، سردرد، گیجی، توهم، تاکی کاردی، تشدید آنژین و به ندرت تغییر رنگ صورتی موقت و خوش خیم پوست یا اریتم مولتی فرم.